# 3e étape du Tour de France 2024
Pour un article plus général, voir Tour de France 2024.
La 3e étape du Tour de France 2024 se déroule en Italie le lundi 1er juillet 2024 entre Plaisance en Émilie-Romagne et Turin dans le Piémont, sur une distance de 229 kilomètres.

## Parcours
Partant de la ville de Plaisance (Piacenza en italien), cette étape de 229 kilomètres est la plus longue du Tour 2024. Elle rend hommage à Fausto Coppi en passant au km 67 par la petite ville de Tortone où le campionissimo, double vainqueur du Tour de France en 1949 (il y a 75 ans) et 1952, est décédé en 1960. Bien que vallonnée et comprenant trois côtes de 4e catégorie, cette étape devrait convenir aux sprinteurs lors de l'arrivée dans les rues de la capitale piémontaise.

## Déroulement de la course
Deux coureurs sortent du peloton dans les premiers kilomètres, Jonas Abrahamsen et Johannes Kulset, pour finalement s'arrêter totalement quelques kilomètres plus tard et revenir dans le peloton après avoir paradé. Aucune échappée matinale ne se forme par la suite. À 66 kilomètres de l'arrivée, le Français Fabien Grellier s'échappe en solitaire mais le peloton ne lui laisse jamais plus de 50 secondes d'avance. Il est repris à 30 kilomètres de l'arrivée mais remporte le prix de la combativité de l'étape.
La crevaison de Mathieu van der Poel à 6 kilomètres de l'arrivée prive Jasper Philipsen de son poisson-pilote pour le sprint. À 2,3 kilomètres de l'arrivée, une chute survient et désorganise tout le peloton. Le favori de l'étape Philipsen est pris dedans. C'est finalement Biniam Girmay qui s'impose devant Fernando Gaviria et Arnaud De Lie. L'Équatorien Richard Carapaz prend le maillot jaune grâce à sa belle place au sprint. Tous les coureurs sont toutefois crédités du même temps, avec la règle des trois kilomètres.
Cette troisième étape se termine par deux premières : Carapaz devient le premier Équatorien à porter le maillot jaune sur le Tour de France alors que Girmay en devient le premier vainqueur d'étape érythréen, l'Érythrée devenant la 35e nation différente à remporter une étape du Tour. Carapaz devient aussi le 25e coureur de l'histoire à avoir porté le maillot de leader dans les trois Grands Tours.

## Résultats
Cette section présente les résultats et prix obtenus au cours de l'étape.

### Classement de l'étape
| Classement de la 3e étape | Classement de la 3e étape | Classement de la 3e étape | Classement de la 3e étape  | Classement de la 3e étape |
|                           | Coureur                   | Pays                      | Équipe                     | Temps                     |
| ------------------------- | ------------------------- | ------------------------- | -------------------------- | ------------------------- |
| 1er                       | Biniam Girmay             | Érythrée                  | Intermarché-Wanty          | en 5 h 26 min 48 s        |
| 2e                        | Fernando Gaviria          | Colombie                  | Movistar Team              | + 0 s                     |
| 3e                        | Arnaud De Lie             | Belgique                  | Lotto Dstny                | + 0 s                     |
| 4e                        | Mads Pedersen             | Danemark                  | Lidl-Trek                  | + 0 s                     |
| 5e                        | Dylan Groenewegen         | Pays-Bas                  | Team Jayco AlUla           | + 0 s                     |
| 6e                        | Phil Bauhaus              | Allemagne                 | Bahrain Victorious         | + 0 s                     |
| 7e                        | Fabio Jakobsen            | Pays-Bas                  | Team dsm-firmenich PostNL  | + 0 s                     |
| 8e                        | Davide Ballerini          | Italie                    | Astana Qazaqstan Team      | + 0 s                     |
| 9e                        | Sam Bennett               | Irlande                   | Decathlon-AG2R La Mondiale | + 0 s                     |
| 10e                       | Bryan Coquard             | France                    | Cofidis                    | + 0 s                     |
| modifier                  |                           |                           |                            |                           |

### Bonifications en temps
|   | Coureur          | Pays     | Équipe            | Secondes |
| - | ---------------- | -------- | ----------------- | -------- |
| 1 | Biniam Girmay    | Érythrée | Intermarché-Wanty | 10 s     |
| 2 | Fernando Gaviria | Colombie | Movistar Team     | 6 s      |
| 3 | Arnaud De Lie    | Belgique | Lotto Dstny       | 4 s      |

### Points attribués
| Sprint intermédiaire Alexandrie (km 94,3) | Sprint intermédiaire Alexandrie (km 94,3) | Sprint intermédiaire Alexandrie (km 94,3) | Sprint intermédiaire Alexandrie (km 94,3) | Sprint intermédiaire Alexandrie (km 94,3) |
| ----------------------------------------- | ----------------------------------------- | ----------------------------------------- | ----------------------------------------- | ----------------------------------------- |
|                                           | Coureur                                   | Pays                                      | Équipe                                    | Point(s)                                  |
| 1er                                       | Mads Pedersen                             | Danemark                                  | Lidl-Trek                                 | 20                                        |
| 2e                                        | Jasper Philipsen                          | Belgique                                  | Alpecin-Deceuninck                        | 17                                        |
| 3e                                        | Bryan Coquard                             | France                                    | Cofidis                                   | 15                                        |
| 4e                                        | Arnaud Démare                             | France                                    | Arkéa-B&B Hotels                          | 13                                        |
| 5e                                        | Fernando Gaviria                          | Colombie                                  | Movistar Team                             | 11                                        |
| 6e                                        | Biniam Girmay                             | Érythrée                                  | Intermarché-Wanty                         | 10                                        |
| 7e                                        | Jonas Abrahamsen                          | Norvège                                   | Uno-X Mobility                            | 9                                         |
| 8e                                        | Sam Bennett                               | Irlande                                   | Decathlon-AG2R La Mondiale                | 8                                         |
| 9e                                        | Nils Eekhoff                              | Pays-Bas                                  | Team dsm-firmenich PostNL                 | 7                                         |
| 10e                                       | Marijn van den Berg                       | Pays-Bas                                  | EF Education-EasyPost                     | 6                                         |
| 11e                                       | Gerben Thijssen                           | Belgique                                  | Intermarché-Wanty                         | 5                                         |
| 12e                                       | John Degenkolb                            | Allemagne                                 | Team dsm-firmenich PostNL                 | 4                                         |
| 13e                                       | Daniel McLay                              | Royaume-Uni                               | Arkéa-B&B Hotels                          | 3                                         |
| 14e                                       | Fabio Jakobsen                            | Pays-Bas                                  | Team dsm-firmenich PostNL                 | 2                                         |
| 15e                                       | Sandy Dujardin                            | France                                    | TotalEnergies                             | 1                                         |
| modifier                                  |                                           |                                           |                                           |                                           |

| Arrivée d'étape Turin (km 230,8) | Arrivée d'étape Turin (km 230,8) | Arrivée d'étape Turin (km 230,8) | Arrivée d'étape Turin (km 230,8) | Arrivée d'étape Turin (km 230,8) |
| -------------------------------- | -------------------------------- | -------------------------------- | -------------------------------- | -------------------------------- |
|                                  | Coureur                          | Pays                             | Équipe                           | Point(s)                         |
| 1er                              | Biniam Girmay                    | Érythrée                         | Intermarché-Wanty                | 50                               |
| 2e                               | Fernando Gaviria                 | Colombie                         | Movistar Team                    | 30                               |
| 3e                               | Arnaud De Lie                    | Belgique                         | Lotto Dstny                      | 20                               |
| 4e                               | Mads Pedersen                    | Danemark                         | Lidl-Trek                        | 18                               |
| 5e                               | Dylan Groenewegen                | Pays-Bas                         | Team Jayco AlUla                 | 16                               |
| 6e                               | Phil Bauhaus                     | Allemagne                        | Bahrain Victorious               | 14                               |
| 7e                               | Fabio Jakobsen                   | Pays-Bas                         | Team dsm-firmenich PostNL        | 12                               |
| 8e                               | Davide Ballerini                 | Italie                           | Astana Qazaqstan Team            | 10                               |
| 9e                               | Sam Bennett                      | Irlande                          | Decathlon-AG2R La Mondiale       | 8                                |
| 10e                              | Bryan Coquard                    | France                           | Cofidis                          | 7                                |
| 11e                              | Jonas Rickaert                   | Belgique                         | Alpecin-Deceuninck               | 6                                |
| 12e                              | Anthony Turgis                   | France                           | TotalEnergies                    | 5                                |
| 13e                              | Marijn van den Berg              | Pays-Bas                         | EF Education-EasyPost            | 4                                |
| 14e                              | Richard Carapaz                  | Équateur                         | EF Education-EasyPost            | 3                                |
| 15e                              | Pascal Ackermann                 | Allemagne                        | Israel-Premier Tech              | 2                                |
| modifier                         |                                  |                                  |                                  |                                  |

### Cols et côtes
| Côte de Tortone - Mémorial Fausto Coppi (km 70,8) 4e catégorie (1,1 km à 6,3 %) | Côte de Tortone - Mémorial Fausto Coppi (km 70,8) 4e catégorie (1,1 km à 6,3 %) | Côte de Tortone - Mémorial Fausto Coppi (km 70,8) 4e catégorie (1,1 km à 6,3 %) | Côte de Tortone - Mémorial Fausto Coppi (km 70,8) 4e catégorie (1,1 km à 6,3 %) | Côte de Tortone - Mémorial Fausto Coppi (km 70,8) 4e catégorie (1,1 km à 6,3 %) |
| ------------------------------------------------------------------------------- | ------------------------------------------------------------------------------- | ------------------------------------------------------------------------------- | ------------------------------------------------------------------------------- | ------------------------------------------------------------------------------- |
|                                                                                 | Coureur                                                                         | Pays                                                                            | Équipe                                                                          | Point(s)                                                                        |
| 1er                                                                             | Jonas Abrahamsen                                                                | Norvège                                                                         | Uno-X Mobility                                                                  | 1                                                                               |
| modifier                                                                        |                                                                                 |                                                                                 |                                                                                 |                                                                                 |

| Côte de Barbaresco (km 156,1) 4e catégorie (1,5 km à 6,5 %) | Côte de Barbaresco (km 156,1) 4e catégorie (1,5 km à 6,5 %) | Côte de Barbaresco (km 156,1) 4e catégorie (1,5 km à 6,5 %) | Côte de Barbaresco (km 156,1) 4e catégorie (1,5 km à 6,5 %) | Côte de Barbaresco (km 156,1) 4e catégorie (1,5 km à 6,5 %) |
| ----------------------------------------------------------- | ----------------------------------------------------------- | ----------------------------------------------------------- | ----------------------------------------------------------- | ----------------------------------------------------------- |
|                                                             | Coureur                                                     | Pays                                                        | Équipe                                                      | Point(s)                                                    |
| 1er                                                         | Matteo Sobrero                                              | Italie                                                      | Red Bull-Bora-Hansgrohe                                     | 1                                                           |
| modifier                                                    |                                                             |                                                             |                                                             |                                                             |

| \| Côte de Sommariva Perno (km 181,4) 4e catégorie (3,1 km à 4,6 %) \| Côte de Sommariva Perno (km 181,4) 4e catégorie (3,1 km à 4,6 %) \| Côte de Sommariva Perno (km 181,4) 4e catégorie (3,1 km à 4,6 %) \| Côte de Sommariva Perno (km 181,4) 4e catégorie (3,1 km à 4,6 %) \| Côte de Sommariva Perno (km 181,4) 4e catégorie (3,1 km à 4,6 %) \| \| ---------------------------------------------------------------- \| ---------------------------------------------------------------- \| ---------------------------------------------------------------- \| ---------------------------------------------------------------- \| ---------------------------------------------------------------- \| \| \| Coureur \| Pays \| Équipe \| Point(s) \| \| 1er \| Fabien Grellier \| France \| TotalEnergies \| 1 \| \| modifier \| \| \| \| \| |                 |        |               |          |
| Côte de Sommariva Perno (km 181,4) 4e catégorie (3,1 km à 4,6 %) |                 |        |               |          |
| | Coureur         | Pays   | Équipe        | Point(s) |
| 1er | Fabien Grellier | France | TotalEnergies | 1        |
| modifier |                 |        |               |          |

### Prix de la combativité
- Fabien Grellier (TotalEnergies)

## Classements à l'issue de l'étape
Cette section présente le classement général et les différents classements annexes à l'issue de l'étape.

### Classement général
À égalité de temps, Tadej Pogačar, Remco Evenepoel, Jonas Vingegaard, Richard Carapaz sont départagés par l'addition des places obtenues à chaque étape.
| Classement général | Classement général | Classement général | Classement général        | Classement général  |
|                    | Coureur            | Pays               | Équipe                    | Temps               |
| ------------------ | ------------------ | ------------------ | ------------------------- | ------------------- |
| 1er                | Richard Carapaz    | Équateur           | UAE Team Emirates         | en 15 h 20 min 18 s |
| 2e                 | Tadej Pogačar      | Slovénie           | Soudal Quick-Step         | + 0 s               |
| 3e                 | Remco Evenepoel    | Belgique           | Team Visma-Lease a Bike   | + 0 s               |
| 4e                 | Jonas Vingegaard   | Danemark           | EF Education-EasyPost     | + 0 s               |
| 5e                 | Romain Bardet      | France             | Team dsm-firmenich PostNL | + 6 s               |
| 6e                 | Pello Bilbao       | Espagne            | Bahrain Victorious        | + 21 s              |
| 7e                 | Guillaume Martin   | France             | Cofidis                   | + 21 s              |
| 8e                 | Egan Bernal        | Colombie           | Ineos Grenadiers          | + 21 s              |
| 9e                 | Jai Hindley        | Australie          | Red Bull-Bora-Hansgrohe   | + 21 s              |
| 10e                | Aleksandr Vlasov   | Bannière neutre    | Red Bull-Bora-Hansgrohe   | + 21 s              |
| modifier           |                    |                    |                           |                     |

| Classement par points | Classement par points | Classement par points | Classement par points     | Classement par points |
| --------------------- | --------------------- | --------------------- | ------------------------- | --------------------- |
|                       | Coureur               | Pays                  | Équipe                    | Point(s)              |
| 1er                   | Jonas Abrahamsen      | Norvège               | Uno-X Mobility            | 76 points             |
| 2e                    | Biniam Girmay         | Érythrée              | Intermarché-Wanty         | 66 pts                |
| 3e                    | Kévin Vauquelin       | France                | Arkéa-B&B Hotels          | 60 pts                |
| 4e                    | Mads Pedersen         | Danemark              | Lidl-Trek                 | 59 pts                |
| 5e                    | Fernando Gaviria      | Colombie              | Movistar Team             | 41 pts                |
| 6e                    | Quentin Pacher        | France                | Groupama-FDJ              | 35 pts                |
| 7e                    | Frank van den Broek   | Pays-Bas              | Team dsm-firmenich PostNL | 33 pts                |
| 8e                    | Harold Tejada         | Colombie              | Astana Qazaqstan Team     | 33 pts                |
| 9e                    | Romain Bardet         | France                | Team dsm-firmenich PostNL | 30 pts                |
| 10e                   | Bryan Coquard         | France                | Cofidis                   | 30 pts                |
| modifier              |                       |                       |                           |                       |

| Classement du meilleur grimpeur | Classement du meilleur grimpeur | Classement du meilleur grimpeur | Classement du meilleur grimpeur | Classement du meilleur grimpeur |
| ------------------------------- | ------------------------------- | ------------------------------- | ------------------------------- | ------------------------------- |
|                                 | Coureur                         | Pays                            | Équipe                          | Point(s)                        |
| 1er                             | Jonas Abrahamsen                | Norvège                         | Uno-X Mobility                  | 24 points                       |
| 2e                              | Valentin Madouas                | France                          | Groupama-FDJ                    | 11 pts                          |
| 3e                              | Frank van den Broek             | Pays-Bas                        | Team dsm-firmenich PostNL       | 9 pts                           |
| 4e                              | Ion Izagirre                    | Espagne                         | Cofidis                         | 8 pts                           |
| 5e                              | Romain Bardet                   | France                          | Team dsm-firmenich PostNL       | 3 pts                           |
| 6e                              | Cristian Rodríguez              | Espagne                         | Arkéa-B&B Hotels                | 3 pts                           |
| 7e                              | Kévin Vauquelin                 | France                          | Arkéa-B&B Hotels                | 2 pts                           |
| 8e                              | Matteo Sobrero                  | Italie                          | Red Bull-Bora-Hansgrohe         | 1 pt                            |
| 9e                              | Fabien Grellier                 | France                          | TotalEnergies                   | 1 pt                            |
| 10e                             | Matej Mohorič                   | Slovénie                        | Bahrain Victorious              | 1 pt                            |
| modifier                        |                                 |                                 |                                 |                                 |

| Classement général du meilleur jeune | Classement général du meilleur jeune | Classement général du meilleur jeune | Classement général du meilleur jeune | Classement général du meilleur jeune |
|                                      | Coureur                              | Pays                                 | Équipe                               | Temps                                |
| ------------------------------------ | ------------------------------------ | ------------------------------------ | ------------------------------------ | ------------------------------------ |
| 1er                                  | Remco Evenepoel                      | Belgique                             | Soudal Quick-Step                    | en 15 h 20 min 18 s                  |
| 2e                                   | Carlos Rodríguez                     | Espagne                              | Ineos Grenadiers                     | + 21 s                               |
| 3e                                   | Matteo Jorgenson                     | États-Unis                           | Team Visma-Lease a Bike              | + 21 s                               |
| 4e                                   | Maxim Van Gils                       | Belgique                             | Lotto Dstny                          | + 21 s                               |
| 5e                                   | Juan Ayuso                           | Espagne                              | UAE Team Emirates                    | + 21 s                               |
| 6e                                   | Tom Pidcock                          | Royaume-Uni                          | Ineos Grenadiers                     | + 21 s                               |
| 7e                                   | Santiago Buitrago                    | Colombie                             | Bahrain Victorious                   | + 1 min 11 s                         |
| 8e                                   | Javier Romo                          | Espagne                              | Movistar Team                        | + 1 min 22 s                         |
| 9e                                   | Ilan Van Wilder                      | Belgique                             | Soudal Quick-Step                    | + 1 min 22 s                         |
| 10e                                  | Oscar Onley                          | Royaume-Uni                          | Team dsm-firmenich PostNL            | + 2 min 31 s                         |
| modifier                             |                                      |                                      |                                      |                                      |

| Classement par équipes | Classement par équipes    | Classement par équipes | Classement par équipes |
|                        | Équipe                    | Pays                   | Temps                  |
| ---------------------- | ------------------------- | ---------------------- | ---------------------- |
| 1re                    | Movistar Team             | Espagne                | en 46 h 1 min 6 s      |
| 2e                     | UAE Team Emirates         | Émirats arabes unis    | + 30 s                 |
| 3e                     | Ineos Grenadiers          | Royaume-Uni            | + 51 s                 |
| 4e                     | Red Bull-Bora-Hansgrohe   | Allemagne              | + 51 s                 |
| 5e                     | Soudal Quick-Step         | Belgique               | + 1 min 31 s           |
| 6e                     | Bahrain Victorious        | Bahreïn                | + 2 min 42 s           |
| 7e                     | EF Education-EasyPost     | États-Unis             | + 3 min 41 s           |
| 8e                     | Team dsm-firmenich PostNL | Pays-Bas               | + 5 min 1 s            |
| 9e                     | Team Visma-Lease a Bike   | Pays-Bas               | + 5 min 47 s           |
| 10e                    | Lidl-Trek                 | États-Unis             | + 7 min 4 s            |
| modifier               |                           |                        |                        |

## Abandons
Aucun coureur n'a abandonné.